# 18851 Winmesser
18851 Winmesser è un asteroide della fascia principale. Scoperto nel 1999, presenta un'orbita caratterizzata da un semiasse maggiore pari a 2,3771609 UA e da un'eccentricità di 0,1691866, inclinata di 3,58771° rispetto all'eclittica.